# NGC 5630
NGC 5630 ist eine 13,0 mag helle Spiralgalaxie vom Hubble-Typ Sd im Sternbild Bärenhüter und etwa 123 Millionen Lichtjahre von der Milchstraße entfernt.
Sie wurde am 9. April 1787 von Wilhelm Herschel mit einem 18,7-Zoll-Spiegelteleskop entdeckt, der sie dabei mit „pB, E nearly in parallel, 1.5′ long, 0.5′ broad“ beschrieb.